# 謝德慶
謝德慶（1950年12月31日—），出生於臺灣屏東南州，美籍台裔藝術家，工作並居住於紐約。他曾為非法移民十四年，直到1988年獲得大赦。行為藝術教母Marina Abramović稱他為「大師」。

## 生平

### 早期生活
謝德慶於1967年高中肄業，由繪畫開始實踐藝術。
1968年9月14日，自高中休學後，謝德慶並沒有進入藝術學院體系，而是在台北的三間畫室學畫。其中他非常讚賞席德進以解說概念而非傳授固定技法的教學方式，認為學院是學習的好環境，但並不適合他。在他寫給友人的信件中說道：「我們是不相同的。我只想當畫家，你呢？你不敢放棄大學美術系的學位、文憑。你需要的是一個保證。我呢？我不管那麼多，所以我敢這樣畫，你却不敢！」
謝德慶在不止一次的受訪中提到母親對其創作的重要性。為了創作所需的花費，謝德慶必須經常向家人尋求經濟支援，在母親的支持下，於服兵役期間（1970年－1973年）完成大量作品。1973年7月，謝德慶在幼獅文化中心和臺灣的美國新聞處舉辦個人畫展。由於參觀人數稀落，謝德慶決定提早結束自己的第一次個展。沮喪之餘，謝德慶原本想把一千多件作品載往淡水河邊燒毀，轉念之後決定到一個能接納他的環境——美國紐約。此後謝德慶停止繪畫，買了一台Super 8相機並開始一系列行為作品，包括《跳》。在其中他折斷雙腳腳踝。

### 非法移民
謝德慶在接受三個月的船員訓練後，用其作爲進入美國的途徑。1974年7月，他在費城附近的德拉瓦河（Delaware River）跳船，並叫了一輛計程車前往紐約。
抵達紐約後首先住在Washington Heights 180th Street。雖然一開始很怕警察，但是為了找工作，謝德慶發現在地鐵上有些看起來就像非法移民的人，於是跟他們詢問工作機會。最初四年，追尋藝術實踐的同時，謝德慶在蘇荷區的中餐館洗盤子和做清潔工維持生計，每天工作13個小時，每小時可以獲得1.5美元的工資。打烊後就在裡面工作，避免被移民局官員逮補。雖然在台灣時就知道紐約是世界藝術中心，但是謝德慶要在紐約待了兩年後才找到蘇荷區。在這裡謝德慶認識了同樣來自台灣的藝術家，從此才與台灣藝術圈產生連結。其中有位藝術家經營一間中餐館，謝德慶就在餐館裡工作了兩年。
在渡過四年被「浪費」的時間後，有一天他了解到，待在工作室中思考藝術而沒有生產任何東西，這過程可以是一件作品。1978年，謝德慶開始創作為人熟知的《一年行為表演》。

### 紐約藝術圈
1983年，在謝德慶創作《繩子》期間，艾未未抵達紐約，謝德慶當時擁有一個5000平方英尺的空間，於是將其中一間工作室承租給他，直到1993至94年左右艾未未回到中國。1991年，兩人曾經一起到Madison University參觀展覽，因而認識了徐冰。

### 臺灣藝術圈
1993年3月某個下午，謝德慶一個人坐在伊通公園三樓展場的牆角一個下午。由於看起來像流浪漢，引起陳慧嶠和劉慶堂的關注。在詢問姓名後，陳慧嶠打電話給陳愷璜詢問此人來歷，陳愷璜聽聞是謝德慶後立刻趕到展場，此後兩人成為莫逆之交。在台灣的這段時間，謝德慶經常在伊通與顧世勇、陳愷璜、黃文浩、魯宓和黃宏德幾人，談論藝術與生命本質的問題。1994年曾經週轉100萬幫助伊通。
1995年，在將自己早期的畫作賣給一位臺灣收藏家後，謝德慶在布魯克林區買了一棟樓房，成立Earth N.Y.基金會。初期透過甄選提供工作室，讓各國藝術家至紐約進行異地創作計畫。2002年開始改為贊助藝術創作計畫。
2000年，謝德慶獲「第四屆國家文化藝術基金會文藝獎」提名，本人婉拒提名。

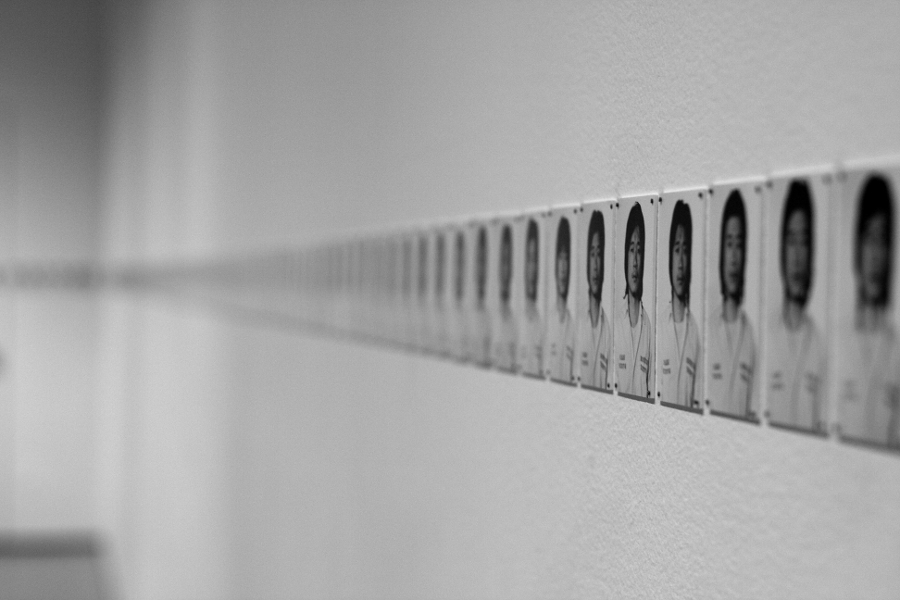
謝德慶，《一年行為表演1978–1979》，MoMA，2009。

### 成為典範
雖然早期受到Exit Art和Franklin Furnace等另類空間的支持，謝德慶的作品一直要到2008年才開始獲得主流認可。
2008年，謝德慶與當時著名的藝評Adrian Heathfield合著《現在之外：謝德慶生命作品》。2009年，MoMA展出作品《籠子》。同年，古根漢美術館舉辦的The Third Mind展覽，展示了《打卡》的所有物件和檔案，包括照片和錄像、一台16釐米膠卷相機和一台用來播放電影的16釐米投影機。隨後又受邀參與了2010年的光州雙年展和利物浦雙年展等。這個階段標誌了謝德慶的作品成為全球行為藝術進程中的關鍵進程，也使其作品成為典範。
同時，謝德慶不再創作作品，並認為自己僅僅只是在做生活(doing life)。他仍然思考，因為思考是延續生命的基本活動，然而已沒有其它話要說。而對於自由，謝德慶表示：「我不再從事藝術了。 我不再覺得有創意了。 我不想做藝術界期望我做的事。 這是我的出口。 這是我的自由。」

## 作品概念
在訪談中謝德慶提到自己最初的靈感來自杜思妥耶夫斯基、尼采、卡夫卡、卡繆的薛西佛斯、他的母親，還有紐約的當代藝術，然而這些作品並非直接的源頭。創作上，謝德慶的靈感來自個人的生活實踐和思考，並以此自問「生命對我究竟有何意義？」他表示：「我個人的態度是，生命是生命徒刑，生命是度過時間，生命是自由思考。不論是流浪漢還是國王，時間的本質對任何人都是相同的。」

### 觀念藝術裝不下我
對於作品的「觀念」，謝德慶認為更類似「自由思考」。他曾於受訪過程中畫了一隻腳，在周圍畫出方形盒子，腳趾露在盒子外面，並對受訪者解釋：「概念藝術更像是……它切斷了腳趾。 問題就變成了沒有腳，或者人性。 他們希望它更方正。」
雖然謝德慶多次說明過自己的作品概念並非源於東方哲學、身體政治或身體的忍耐與磨難，藝術界或學術界仍有不少傾向將他的作品與政治戒嚴、歷史創傷、非法移民的身體經驗連結。其中最知名的是2016年，曾任職北美館、北藝大的學者許瀞月以中研院獎金撰寫的《磋商之繩》，由於許多未經查核求證的內容，謝德慶本人在2017年以口述方式在典藏雜誌藝術觀點上澄清對其作品的誤讀。
在衛報的一篇訪問中，謝德慶說道：「我不是一名政治藝術家，儘管人們可以從政治的角度自由解讀我的作品......我感興趣的是人類生活的普遍處境。」

## 藝術作品
謝德慶的藝術創作是從繪畫開始，但很快地意識到繪畫對於創作的限制，轉而開始嘗試行為，並以攝影等形式紀錄。在創作最爲人知的五件一年的行為表演之前，謝德慶已嘗試了許多較小規模的作品。 

### 1978年
1978年，謝德慶創作了一系列的藝術行為，《蠟筆》(Paint Stick)這件作品是以蠟筆在左側臉頰上畫一條線，靠著這條線的下方以美工刀切下一條平行線，再轉向右臉頰做相同行為。《半噸》則是站立著扶住一塊石灰板，並由兩位朋友一塊一塊加上來，直到第八塊，總重半噸。當所有石灰板都放上後，謝德慶伏倒在地，壓在身上的石灰板使他的鎖骨斷裂。 
與他在餐館當清潔工有關的作品則包括《嘔吐》(Throw Up)，作品過程就是持續地吃中式炒飯，直到再也吃不下吐出來。隨後則是吃水果沙拉，直到嘔吐。另外，謝德慶在餐館的工作包括每晚將超過一百張的椅子放上桌面，擦拭地板並打蠟，再將所有的椅子放回地面。他將過程以錄像方式記錄下來，總共約花了四十分鐘，這件作品名為《清潔》。

### 一年行為表演
從1978年至1986年，謝德慶發表了五件一年表演。創作時間一年，作品之間的間隔也不超過一年。
為什麼是一年？在接受Mousse雜誌採訪時說：「一年是我們計算時間的基本單位。 地球繞太陽轉一圈需要一年的時間。 三年、四年，是另一回事。 它關乎人性、關乎我們如何解釋時間，關乎我們如何衡量我們的存在。」
《一年行為表演：1978-1979》，簡稱《籠子》（Cage Piece）
謝德慶在其位於 Tribeca 工作室裏，建造了一個11.6 × 9× 8 英尺（3.54 × 2.74 × 2.44 公尺 ）的木籠子，並將自己孤獨監禁於其中一年。這期間，藝術家不交談、不閱讀、不寫作、不聽收音機、不看電視。
《一年行為表演：1980-1981》，簡稱《打卡》（Time Clock Piece）
謝德慶在這件作品中每小時打一次卡，一天打24次，持續一年。結果合計共打了8,760次卡，其中有133次失誤。
《一年行為表演：1981-1982》，簡稱《戶外》（Outdoor Piece）
謝德慶居於紐約市的室外一年，其間不進入任何建築物，地鐵，火車，汽車，飛機，輪船，洞穴，或帳篷。
《一年行為表演：1983-1984》，簡稱《繩子》（Rope Piece）
謝德慶和藝術家琳達·莫塔諾在腰間用一條8英尺長的繩子綁在一起，卻相互不接觸一年。
《一年行為表演：1985-1986》，簡稱《不做藝術》（No Art）
謝德慶不談、不看、不讀藝術、不進入畫廊或博物館，只是生活一年。

### 十三年計劃
《謝德慶：1986-1999》，簡稱《十三年計劃》（Thirteen Year Plan）
在這十三年中，謝德慶做藝術而不發表。這件作品從他36歲生日（1986年12月31日）開始，到1999年12月31日結束。在千禧年的第一天，謝德慶在紐約的約翰遜紀念教堂（Johnson Memorial Church）做公開發佈，宣佈“我存活了”。

### 消失
1991年，謝德慶曾經嘗試創作一件稱為《消失》(Disappearance)的作品。作為十三年計劃的一部分，他試圖逃離目前的生活，前往阿拉斯加。然而這件作品只持續了半年，在到達華盛頓州後結束。謝德慶表示這件作品使他感覺自己回到1974年剛到美國時壓抑、困難的生存狀態，但是並非孤獨。在西雅圖找工作時生存比孤獨更難，受邀參加威尼斯雙年展時才更勝以往的感受到孤獨：「就像小丑一樣，你讓他們發笑。 然後你就自己回家了。 接著你會感到孤獨。」

## 近期生活
2015年，謝德慶與李芹芹在紐約布魯克林372 Lafayette Avenue開了一間名為The Market的咖啡廳，除了咖啡和西式輕食外，還有割包、蔥油餅等中式餐點可供選擇。
2017年，謝德慶成為威尼斯雙年展臺灣館代表藝術家。該年度北美館改變制度，先選出藝術家後，由藝術家主動推薦合作的策展人，謝德慶選擇Adrian Heathfield，該年度展名為《做時間》(Doing Time)。

## 外部連結
- 謝德慶個人網站（页面存档备份，存于）
- 策展人 Adrian Heathfield 個人網站（页面存档备份，存于）
- MIT 出版社
- Live Art Development Agency（页面存档备份，存于）
- 第57屆威尼斯雙年展台灣館官方網站「謝德慶 做時間」（页面存档备份，存于）
- 台北市立美術館官方網站-第57屆威尼斯雙年展台灣館「謝德慶 做時間」（页面存档备份，存于）
- 亞洲藝術中心（页面存档备份，存于）

1. 1 2  . www.itpark.com.tw.   [2022-12-19]. （原始内容存档于2022-12-19）.
2. ↑  Whittaker, Iona. . 2015-03-19  [2023-01-04]. （原始内容存档于2023-01-27）.
3. 1 2  . www.itpark.com.tw.   [2022-12-28]. （原始内容存档于2022-12-28）.
4. 1 2 3 4 5  . webcache.googleusercontent.com.   [2023-01-18].
5. 1 2  陳慧嶠. . 2003-01-01  [2023-01-05]. （原始内容存档于2023-01-05）.
6. 1 2 3  Ardia, Mai. . Culture Trip. 2014-10-08  [2023-01-18]. （原始内容存档于2023-01-18） （英语）.
7. ↑   (PDF).   [2023-01-18]. （原始内容存档 (PDF)于2023-01-18）.
8. 1 2  . 典藏ARTouch.com. 2017-05-01  [2023-01-18]. （原始内容存档于2023-04-05） （中文（臺灣））.
9. ↑  謝, 德慶; Heathfield, Adrian. . 臺灣: 典藏藝術家庭. 2012: 330. ISBN 9789860309829.
10. ↑  . www.facebook.com.   [2023-01-18] （中文（简体））.